# Бассалыго, Дмитрий Николаевич
Дми́трий Никола́евич Бассалы́го (бел. Дзмітрый Мікалаевіч Басалыга) (27 (по другим данным, 25-го) ноября 1884, Варкавичи, Слуцкий уезд — 15 апреля 1969, Москва, СССР) — советский партийный и государственный деятель, профессиональный революционер, деятель киноискусства.

## Биография
Родился в деревне Варкавичи, Слуцкий уезд (по другим данным — в селе Дудичи, ныне Гомельской области) Белоруссии в семье сельского фельдшера. Брат Константин Николаевич Бассалыго.
С 1904 (по другим данным с 1903) года — член РСДРП (б) — КПСС. Участвовал в революционном движении. Руководил боевыми дружинами во время вооружённого восстания в Харькове (1905—1907). С 1906 года на нелегальной партийной работе в Севастополе, Перми, Екатеринбурге. Делегат V съезда РСДРП (б) (1907). Секретарь Харьковской организации РСДРП (б) (1908). В 1908 году брошен в Харьковскую тюрьму.
С 1910 года в Москве, работал на кинофабрике, одновременно учился на юридическом факультете Московского университета и в школе-студии МХАТ. Играл на сцене Малого театра (1913—1916). В 1916 году работал помощником режиссёра Евгения Бауэра в АО «А. Ханжонков и К.». Участвовал в Октябрьской революции и Гражданской войне (комиссар бригады 47-й стрелковой дивизии): в 1917 году был мобилизован в армию и направлен в Саратов для прохождения службы в 92-м пехотном запасном полку. Как утверждал Басалыга, жизнь сама поставила перед полковым комитетом 92-го пехотного полка требование создать такой профессиональный драматический театр, который был бы созвучен своим репертуаром революционной эпохи и мог бы ответить на запросы солдатских масс 70-тысячного гарнизона Саратова. Под руководством Д. М. Басалыги, Б. Э. Дубавецкой, Н. В. Фирсова вскоре были образованы основные службы театра, произведён ремонт помещений, было начато формирование труппы. В 1918—1920 годах — председатель отдела искусств при Совете народного образования Саратовского губернского исполнительного комитета. Организовывал национализацию театров в Саратове. По инициативе Д. Н. Бассалыги в октябре 1918 года был открыт стационарный бесплатный детский театр, Саратовский оперный театр им. Н. А. Римского-Корсакова, в 1920 году — Высшие государственные мастерские театрального искусства.
В 1920—1921 годах — заместитель заведующего театральным отделом Наркомпроса РСФСР. Стоял во главе драматургической организации «Масткомдрама». В 1923—1925 годах председатель правления акционерного общества «Пролеткино». Входил в группу по монтажу фильма «Похороны В. И. Ленина». Являлся членом кинематографической подсекции Государственного учёного совета Наркомпроса РСФСР. В своих воспоминаниях Н. А. Луначарская-Розенталь отмечала, что А. В. Луначарский «ценил его энтузиазм и преданность делу». В 1925 году на Междунароодной выставке современных декоративных и промышленных искусств в Париже за кинофильм «Из искры — пламя» Д. М. Басалыге была присуждена золотая медаль. Заместитель председателя общества строителей пролетарского кино (ОСПК), член Центрального бюро фотокиносекции ЦК Рабис (1925). С июля 1925 года — режиссёр 1-й фабрики «Госкино» (с 1926 года — «Совкино»). Позже — директор фабрики «Фонофильм», руководитель производственной группы в «Востоккино». При обсуждении на производственном совете «Востокино» поддержал первый фильм Маргариты Барской. Избирался членом правления АРРК. С 1938 года работал в Государственной Третьяковской галерее.
С сентября 1941 года в Красной Армии. Во время Великой Отечественной войны был назначен комиссаром Московских сборных пунктов. В 1944—1945 годах — преподаватель Высшей дипломатической школы при НКИД СССР. С 1945 года — персональный пенсионер. Награждён орденом Ленина. В деревне Варкавичи именем братьев Басалыг названа улица.
Умер в Москве. Урна с прахом захоронена в колумбарии Новодевичьего кладбища.

## Фильмография

### Режиссёр
- 1917 — Из мрака царизма к сиянью свободы
- 1923 — Борьба за «Ультиматум»
- 1924 — Красный тыл
- 1924 — Из искры — пламя / Нить за нитью
- 1925 — Мусульманка
- 1926 — Глаза Андозии / Клокочущий Восток / Борьба за нефть
- 1927 — Рейс мистера Ллойда
- 1928 — Маленькие и большие
- 1930 — Биюк-Гюнеш / Великое солнце

### Сценарист
- 1924 — Из искры — пламя / Нить за нитью
- 1925 — Мусульманка
- 1926 — Глаза Андозии / Клокочущий Восток / Борьба за нефть
- 1928 — Маленькие и большие (совм. с А. А. Филимоновым)
- 1928 — Заводной жук (совм. с А. А. Филимоновым)

### Актёр
- 1916 — Ямщик, не гони лошадей
- 1916 — Огненный дьявол